# Villeloin-Coulangé
Villeloin-Coulangé ist eine Gemeinde mit 584 Einwohnern (Stand 1. Januar 2022) im französischen Département Indre-et-Loire in der Region Centre-Val de Loire. Sie gehört zum Kanton Loches und zum Arrondissement Loches. Sie grenzt im Nordwesten an Chemillé-sur-Indrois, im Norden an Montrésor, Beaumont-Village und Orbigny, im Osten an Nouans-les-Fontaines und im Süden und im Südwesten an Loché-sur-Indrois.

## Geschichte
In Villeloin-Coulangé wurde 1157 der Ordo Grandimontensium Villiers mit dem grammontensischen Namen Villeriis gegründet.

### Bevölkerungsentwicklung
| Jahr      | 1962 | 1968 | 1975 | 1982 | 1990 | 1999 | 2008 | 2015 |
| --------- | ---- | ---- | ---- | ---- | ---- | ---- | ---- | ---- |
| Einwohner | 926  | 830  | 681  | 573  | 571  | 618  | 641  | 631  |